# Palacios del Sil
Palacios del Sil ist eine Gemeinde (Municipio)  mit 844 Einwohnern (Stand: 2024) im nordwestlichen Zentral-Spanien in der Provinz León in der Autonomen Gemeinschaft Kastilien-León. Die Gemeinde besteht neben dem namensgebenden Hauptort Palacios del Sil aus den Ortschaften Corbón del Sil, Cuevas del Sil, Matalavilla, Mataotero, Salientes, Susañe del Sil, Tejedo del Sil, Valdeprado, Valseco und Villarino del Sil.

## Geografie
Palacios del Sil liegt im nördlichen Teil der Provinz León und liegt an den Südhängen des Kantabrischen Gebirges am Sil in einer Höhe von 865 m. Die Stadt León liegt etwa 90 Kilometer südöstlich von Palacios del Sil.

## Bevölkerungsentwicklung
| Jahr        | 1900 | 1950 | 1981 | 1991 | 2001 | 2011 | 2021 |
| ----------- | ---- | ---- | ---- | ---- | ---- | ---- | ---- |
| Einwohner   | 2626 | 2164 | 2033 | 1645 | 1397 | 1173 | 916  |
| Quelle: INE |      |      |      |      |      |      |      |

## Persönlichkeiten
- Eva González Fernández (1918–2007), Schriftstellerin
- Severiano Álvarez (1933–2013), Schriftsteller
- Joaquín Soriano (* 1941), Pianist

## Sehenswürdigkeiten
- Antolinuskapelle
- Rathaus